# Wienpietschseen
Die Wienpietschseen sind zwei Seen südlich von Waren (Müritz) im Landkreis Mecklenburgische Seenplatte in Mecklenburg-Vorpommern. Die ovalen Seen bilden den südlichen Abschluss des einzigen Kesselmoors im Westteil des Müritz-Nationalparks. Sie sind die Überreste einer eiszeitlichen Schmelzwasserrinne und verfügen über keinerlei Zuflüsse.
Der größere See besitzt mit seinen bis zu 200 mal 85 Metern eine Oberfläche von 1,5 Hektar, der kleinere, nördlich anschließende See mit seinen 150 mal 80 Metern eine Oberfläche von rund 1 Hektar. Die Gewässer sind vollständig von Wald umgeben und nur über Wanderwege erreichbar. Der südliche See lässt sich auf einem Weg umrunden, der zum Teil als Steg durch das Moor führt. 